# Luisa Marzano Aragonská
Luisa Marzano Aragonská (chorvatsky Lujza Marzano Aragonska, maďarsky Aragóniai Marzano Lujza, španělsky Luisa de Marzano, italsky Luisa Marzano d'Aragona, Neapol ? – Modruš, 1489 ) byla chorvatská šlechtična neapolského královského původu, princezna z Rossana a Sessa, manželka chorvatského hraběte Bernarda Frankopana z Modruše.

## Život
Narodila se v Neapoli jako dcera Giovanniho Francesca Marina Marzana, vévody z Rossana a Sessa, hraběte z Alife a Montalto, velkoadmirál Neapolského království a jeho manželky královské princezny Eleonory Aragonské (dcery krále Alfonse V. Aragonského). Luisa byla neteří uherské královny Beatrix Aragonské, takže byla spřízněna také s uherskou královskou rodinou. Měla pět sester. 
V roce 1476 se Luisa seznámila s Bernardem Frankopanem, který do Neapole přijel jako jeden z vysoce postavených členů osmisetčlenné delegace krále Matyáše Korvína pro nevěstu Beatrix Aragonskou. 
Třiadvacetiletý chlapec se zalíbil králi Ferdinandovi a 16. září 1476 mu udělil řád Panny Marie. Během pobytu v Neapoli se Bernard zamiloval do královy neteře, princezny Luisy, která byla v té době ještě velmi mladá a na vdávání si musela pár let počkat. Přesné datum svatby není známo, ale bylo to nejpozději v roce 1481, neboť v darovací listině z 25. července 1481, vydané Bernardem Martinu Oštreharićovi, se o Luise mluví jako o „naší nejdražší ženě“.
Manželé žili v modrušském hradu, jehož ústřední částí byla obytná věž. Do roku 1489 porodila Luisa svému manželovi šest (resp. sedm) dětí, tři syny a čtyři dcery. 
Bernard udržoval dobré vztahy s králem Matyášem, jenž potvrdil jeho majetky. Navíc upevnil vztahy s králem skrze manželství svých dcer (Marie Magdaleny s Matyášem, synem sedmihradského vojvody Jana Pongrácze, který byl královým bratrancem), dcera Beatrix se v roce 1496 provdala za Matyášova nemanželského syna Jánoše Korvína. Dcera Veronika se provdala za Gergelyho Stefkovicse a dcera Izsota za Istvána Perényiho. 

### Závěr života
Luisa je naposledy zmíněna v roce 1489 v listině Alžběty, vdově po Janu Pongráczovi Dengeleghym a zemřela v témže roce. Její manžel, kterému bylo v té době pouhých 36 let, se už nikdy neoženil. Pravděpodobně on nechal postavit náhrobek pro svou manželku, hodný jejího původu princezny z Aragónu. 
Tato větev hrabat Frankopanů měla pohřebiště ve františkánském kostele svatého Petra v Senji. Když byl v 16. století postaven hrad Nehaj, byly všechny budovy za hradbami, včetně františkánského kostela a kláštera, zbořeny a nový kostel s klášterem byl postaven uvnitř hradeb. Na levé straně portálu bývala kamenná deska z roku 1552 s erbem krále Ferdinanda I. a kapitána Ivana Lenkoviće. Vedle Ferdinandova erbu byly na každé straně vidět dvě mramorové postavy, které pravděpodobně zdobily hrobku neznámého člena rodu Frankopanů. Vpravo od kostelní brány byla kamenná deska se starým (hvězda) a novým (lev) erbem rodu Frankopanů, jejichž štít drželi dva andělé. Na této desce byla vlevo socha sv. Františka a vpravo socha sv. Antonína. Po obou stranách měl náhrobek zdobený lem s úponkovou palmetovou výzdobou. Náhrobek Izotty Estei, manželky Štěpána II. Frankopana byl přemístěn do svatyně nového kostela.
V městském muzeu v Senji je možné si prohlédnout sádrovou kopii kamenné desky s aragonským erbem zdobeným korunou.